# Hamlet (film, 1964, Minnix-Papp)
Pour les articles homonymes, voir Hamlet (homonymie).
Pour plus de détails, voir Fiche technique et Distribution.
Hamlet est un film américain réalisé par Bruce Minnix et Joseph Papp, sorti en 1964.

## Fiche technique
- Titre original : Hamlet
- Pays d'origine :  États-Unis
- Année : 1964
- Réalisation : Bruce Minnix et Joseph Papp
- Histoire : William Shakespeare, d'après sa pièce éponyme
- Production : Larry Paulus
- Société de production : New York Shakespeare Festival
- Musique : David Amram
- Costumes : Theoni V. Aldredge
- Langue : anglais
- Format : Couleur – Mono
- Genre : drame
- Durée :  minutes

## Distribution
- Alfred Ryder : Hamlet
- Nan Martin : Gertrude
- Howard Da Silva : Claudius
- Tom Klunis : Horatio
- Staats Cotsworth : Polonius
- Clifford David : Laertes
- Julie Harris : Ophelie
- Michael Ryan : Fortinbras
- Ian Cameron : Rosencrantz
- Michael Alaimo : Joueur #3
- Robin Gammell : Francisco / un fossoyeur / joueur #2
- Stacy Keach Sr. : Marcellus / joueur #1
- Chet London : Guildenstern
- Norman MacDonald : Osric
- Lou Polan : le spectre
- John Randolph : Un fossoyeur